# СК (электровоз)
СК (Сергей Киров; проектное обозначение — ВЛ20) — советский магистральный грузовой электровоз постоянного тока «сурамского» типа, выпускавшийся в 1936 и 1938 годы. Конструктивно представляет собой сочетание ходовой части и оборудования для рекуперативного торможения электровоза Сс с основным электрооборудованием (в том числе и тяговым) электровоза ВЛ19.

## История

### Предыстория
Летом 1935 года на страницах газеты «Гудок» был размещён ряд статей, в которых обсуждались преимущества и недостатки электровозов Сс и ВЛ19. И сторонники первого среди недостатков второго указывали на невозможность установить оборудование для рекуперативного торможения, в том числе из-за затруднённого доступа к вспомогательным машинам. Тогда с целью доказать их неправоту в локомотивном депо Москва-3 Северной железной дороги с реостатного на рекуперативное торможение был переделан электровоз ВЛ19-38, при этом были использовано оборудование с электровоза СИ. Однако в итоге в кузове образовалось большое нагромождение оборудования, к которому было трудно добраться для ремонта. ВЛ19-38 направили для эксплуатации на Закавказскую железную дорогу, но достаточно скоро по вышеназванной причине он был переоборудован обратно на реостатное торможение.

### Электровозы СК

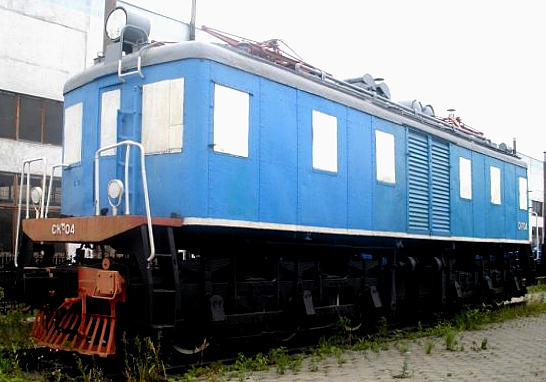
СК^{м}-04 в Екатеринбургском железнодорожном музее

В 1935 году завод «Динамо» начал проектирование шестиосного электровоза, который по своим тяговым характеристикам должен был быть аналогичен ВЛ19, но с рекуперативным торможением. От ВЛ19 были взяты тяговые электродвигатели (ДПЭ-340 с часовой мощностью 340 кВт) с тяговыми редукторами (передаточное число 3,74), но из-за более высокого веса тележки взяли от Сс. Новый электровоз имел проектное обозначение ВЛ20 и конструктивно являлся промежуточным типом между Сс и ВЛ19.
В 1936 году был построен первый электровоз, которому по системе обозначений 1931 года присвоили литеру СК (в честь Сергея Кирова), однако без указания осевой нагрузки, а потому полное обозначение было СК-01. Новый локомотив имел значительные отличия как от ВЛ19, так от Сс. В том числе высоковольтная аппаратура была расположена не в середине кузова, а в двух камерах у кабин машиниста; вспомогательные машины наоборот переместили в среднюю часть. При такой схеме размещения потребовалось больше кабелей, чтобы соединить разделённое по камерам высоковольтное оборудование, однако при этом зато снизился шум в кабинах машиниста, что улучшило условия работы локомотивной бригады. Выполненная по чертежу 1А-2253 силовая схема позволяла выполнять рекуперативное торможение, как на Сс, однако она была практически одинакова с более совершенной силовой схемой электровоза С американского производства.
Для питания обмоток возбуждения тяговых электродвигателей в режиме электрического торможения был применён специально спроектированный для нового электровоза мотор-генератор ДК-401А (позже был применён на электровозах ВЛ22). Были заказаны и тихоходные компрессоры ТГ-225. однако завод-поставщик «Компрессор» к моменту монтажа оборудования не успел их изготовить, поэтому взамен пришлось поставить компрессоры ТВ-130 с приводными электродвигателями ЭК-12/3000, ранее применявшихся на электровозах ВЛ19. Остальное вспомогательное оборудование было таким же, как на серийных ВЛ19.
Летом 1936 года СК-01 был направлен на Закавказскую дорогу, где одновременно с ВЛ19-07, ВЛ19-38 и Сс11-02 испытывался на участках Тбилиси — Хашури и Дзирулы — Марелиси — Лихи. По результатам этих испытаний не удалось чётко выявить никаких преимуществ у СК-01; после испытаний его передали для эксплуатации на участок Хашури — Зестафони. В 1938 году по чертежу 1А-2253 были построены ещё три электровоза, которые получили обозначения СК-02 — СК-04 и были направлены для эксплуатации в локомотивное депо Чусовская (дорога имени Л. М. Кагановича).
В начале 1940-х на СК-02 произошёл пожар, поэтому в 1942 году его начали восстанавливать. Однако потребовалась замена кабеля, что в военных условиях оказалось невозможным, поэтому с электровоза сняли оборудование для рекуперативного торможения, а схему соединения тяговых электродвигателей выполнили по типу схемы, предложенной инженером З. М. Дубровским (в 1939 году по ней был переоборудован ВЛ19-28). По данной схеме якоря ТЭД № 1 и 2 постоянно соединялись последовательно со своими обмотками возбуждения; аналогично было сделано для ТЭД № 5 и 6. У ТЭД № 3 якорь и обмотка возбуждения были постоянно соединены последовательно; аналогично соединялись якорь и обмотка возбуждения и у ТЭД № 4. Благодаря такой схеме соединения (чертёж ПКБ ЦЭ НКПС № 17-567) удалось значительно сократить число электропневматических контакторов, блокировочных пальцев и электропневматических вентилей; электрическое торможение при этом отсутствовало. Позже по данной схеме были переоборудованы электровозы № 01, 03 и 04; переоборудованным электровозам была присвоена серия СКм.
Электровозы СКм работали на Пермской железной дороге (в 1953 году вошла в состав Свердловской) до 1972—1978 годов, после чего были исключены из инвентаря.

### Опытный электровоз СКу
К середине 1930-х годов тяговый электродвигатель ДПЭ-340, имевший часовую мощность 340 кВт и применявшийся на электровозах Сс, ВЛ19 и СК, про своим характеристикам уже не удовлетворял Народный комиссариат путей сообщения. По этой причине последний в 1935—1936 годы неоднократно ставил перед заводом «Динамо» вопрос о создании более мощного электродвигателя, так как благодаря ему можно было повысить мощность электровозов. Тогда завод разработал, а в 1938 году построил шесть тяговых электродвигателей постоянного тока ДК-3А с часовой мощностью по 445 кВт — на 31 % (на треть!) выше, чем у ДПЭ-340. Данный двигатель имел роликовые подшипники и весил 5384 кг. Двигатели ДК-3А поставили на электровоз СК, которому присвоили обозначение СКу-05 (усиленный).
При взвешивании локомотива оказалось, что его масса составляет 137,8 тонн, а нагрузка от оси на рельсы достигает 23 тс. Это было выше допустимого, однако так как СКу являлся прежде всего опытным, то для него сделали исключение. Испытания показали, что в часовом режиме сила тяги достигает 22 500 тс при скорости 43,5 км/ч; конструкционная скорость была равна 92 км/ч. Передаточное число тяговых редукторов составляло 73:21=3,476, при этом из-за более высокой мощности ТЭД зубчатое колёсо было посажено на удлинённую ступицу колёсного центра, а не на ось, так как это позволило облегчить условия работы последней. Также на СКу был применён быстродействующий выключатель БВП-3А (был создан на основе БВП-2А опытного электровоза ВЛ19-41, но имел дугогасительную камеру на напряжение 3000 В), рассчитанный на большие токи. Чертёж электрооборудования имел номер 1А-1999.
Для опытной эксплуатации СКу-05 был направлен на участок Хашури — Тбилиси (Закавказская железная дорога) и уже в её первый период оказалось, что перспективные ТЭД ДК-3А имели недостаточную механическую прочность, из-за чего у них повреждались обмотки и бандажи якорей. По этой причине завод «Динамо» данные электродвигатели больше не строил.
В 1940-е СКу был модернизирован по схеме инженера Дубровского, получив при этом новую серию — СКум. Далее он продолжил эксплуатироваться на Закавказской железной дороге, а в 1973 году был исключён из инвентарного парка и списан на металлолом.

## Сохранившиеся локомотивы
- СКм-04 — Екатеринбургский музей железнодорожного транспорта